# Sydney Lassick
Sydney Lassick (ur. 23 lipca 1922 w Chicago, zm. 12 kwietnia 2003 w Los Angeles) – amerykański aktor charakterystyczny. Odtwórca roli maniakalno–depresyjnego pacjenta szpitala psychiatrycznego Charliego Cheswicka w dramacie Miloša Formana Lot nad kukułczym gniazdem (1975) opartym na książce Kena Keseya pod tym samym tytułem. Jego imię było czasami pisane Sidney.

## Życiorys
Urodził się w Chicago w Illinois w rodzinie rosyjsko–żydowskich imigrantów. Podczas II wojny światowej służył w United States Navy. Następnie studiował teatr na DePaul University. Ukończył Pasadena Playhouse School for Performing Arts w Pasadenie w Kalifornii. Choć odnosił sukcesy jako aktor, przez całą swoją karierę utrzymywał stałą pracę jako dyspozytor firmy przewozowej.
Pod koniec lat 50. zaczął występować zarówno w filmach, jak i serialach telewizyjnych. W komedii muzycznej fantasy Kopciuszek i Złoty Stanik (Sinderella and the Golden Bra, 1964) wystąpił w roli wróżki – ojca chrzestnego. W horrorze Briana De Palmy Carrie (1976) zagrał sarkastycznego nauczyciela angielskiego. Bill Duke zaangażował go do roli 
zniewieściałego lokaja Susła w dramacie kryminalnym Podwójny kamuflaż (Deep Cover, 1992).
Zmarł 12 kwietnia 2003 w Los Angeles w Kalifornii na cukrzycę w wieku 80 lat.

## Twórczość
Filmy:
- 2000 Vice jako Wanorski
- 2000 Something to Sing About jako Starszy mężczyzna
- 1999 Człowiek z księżyca (Man on the Moon) jako Znachor leczący kryształami
- 1997 American Vampire Story, An jako Bruno
- 1996 Spojrzenie mordercy (Freeway) jako Woody Wilson
- 1994 Attack of the 5 Ft. 2 Women jako Dziwak
- 1993 Zakonnica w przebraniu 2: Powrót do habitu (Sister Act 2: Back in the Habit) jako Competition Announcer
- 1993 Wirtualna rzeczywistość (Future Shock) jako Pan Johnson
- 1992 Podwójny kamuflaż (Deep Cover) jako Gopher
- 1991 Nie mów mamie, że niania nie żyje (Don't Tell Mom the Babysitter's Dead) jako Franklin
- 1991 Shakes the Clown jako Klaun Peppy
- 1991 Miłość w rytmie Rap (Cool As Ice) jako Roscoe McCallister
- 1991 Art of Dying, The jako Wallie
- 1990 Pacific Palisades jako Pan Beer
- 1989 Synalek (Sonny Boy) jako Charlie P.
- 1989 Tale of Two Sisters jako Tata
- 1989 Judgement jako Dr Henry Silver
- 1988 Dalsze przygody Tennessee Buck (Further Adventures of Tennessee Buck, The) jako Wolfgang Meyer
- 1988 Pensjonat dr. O'Neila (Committed) jako Gow
- 1986 Ratboy jako Lee 'Dial-A-Prayer'
- 1985 Szwy (Stitches) jako Sheldon Mendlebaum
- 1984 Nocny Patrol (Night Patrol) jako Peeping Tom
- 1984 Monaco Forever jako Turysta (on sam)
- 1983 Murder One, Dancer 0 jako Phil Estin
- 1982 40 Days of Musa Dagh
- 1981 Historia świata: Część I (History of the World: Part I) jako Applecore Vendor
- 1981 Unseen, The jako Ernest Keller
- 1980 Aligator (Alligator) jako Luke Gutchel
- 1979 Trefny towar (Hot Stuff) jako Hymie
- 1979 1941 jako Sprzedawca (niewymieniony w czołówce)
- 1979 Przezwyciężyć siebie (Cracker Factory, The) jako Ernie
- 1978 Na rozstaju (China 9, Liberty 37) jako Przyjaciel Szeryfa
- 1977 Happy Hooker Goes To Washington, The jako Percy Bowlder
- 1977 Billion Dollar Hobo, The jako Mitchell
- 1976 Serpico: The Deadly Game jako Goldman
- 1976 Carrie jako Pan Fromm
- 1975 Lot nad kukułczym gniazdem (One Flew Over the Cuckoo's Nest) jako Charlie Cheswick
- 1959 Al Capone jako Sprzedawca hot dogów (niewymieniony w czołówce)
- 1959 Paratroop Command jako Interpretator
- 1958 Bonnie Parker Story, The jako Dowódca oddziału zwiadowczego

głosy:
- 1992 Tom i Jerry: Wielka ucieczka(Tom and Jerry: The Movie) Straycatcher (głos)

materiały archiwalne:
- 1997 Completely Cuckoo (zdjęcia) (on sam)

Seriale:
- 1993-2002 Z Archiwum X (X Files, The) jako Chuck Forsch (gościnnie)
- 1992 – Na antenie jako Pan Zoblotnick
- 1990-1991 Gabriel's Fire jako Liebowitz (gościnnie)
- 1990-1996 Życie jak sen(Dream On) jako Pan Janovic (gościnnie)
- 1985-1987 Niesamowite historie(Amazing Stories) jako Walter Poindexter (gościnnie)
- 1985-1989 Na wariackich papierach(Moonlighting) jako Neighor (gościnnie)
- 1984-1992 Night Court jako Leo (gościnnie)
- 1982-1985 Matt Houston jako Brady (gościnnie)
- 1982-1983 Gloria jako Dr. MOntego (gościnnie)
- 1979-1983 Archie Bunker's Place jako Sid (gościnnie)
- 1978-1979 Kaz (gościnnie)
- 1977-1978 Man from Atlantis, The jako Smith (gościnnie)
- 1977-1978 Tabitha jako Czarownik (gościnnie)
- 1977-1981 Eight is enough jako Pan Kaminsky (gościnnie)
- 1976-1977 Serpico jako Goldman (gościnnie)
- 1975-1982 Barney Miller jako Victor Carse / Cummings (gościnnie)